# 勇士衡

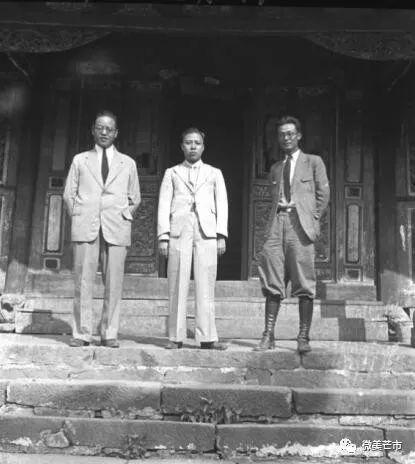
1935年4月，雲南遮放土司多英培（中）、凌純聲（左）、勇士衡（右）

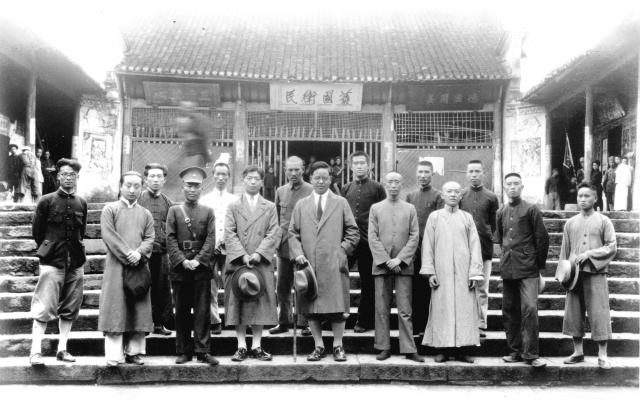
1933年6月，湘西鳳凰縣廖家橋鎮。凌純聲（正中繫領帶者）、勇士衡（極左）

勇士衡（约1900年—？），中華民國中央研究院歷史語言研究所技術員，1930年代隨人類學家、史語所研究員凌純聲赴雲南、湘西、浙江等田野調查少數民族，期間任攝影師、绘图師、助手，拍得數百張少數民族的歷史照片與影像，為後世所識。